# Camp des Fourches
Le camp des Fourches est un casernement de montagne situé à 2 266 m d’altitude, dans le massif du Mercantour, sur la route de la Bonette (M2205), à 8 km environ du col de la Bonette, sur la commune de Saint-Dalmas-le-Selvage en venant de Saint-Étienne-de-Tinée.
Cette position centrale dans la haute vallée de la Tinée place le camp à 10 min du vallon du Salso Moreno, à 40 min du mont des Fourches,  à 2 h de la cime de Pelousette et à 4 h de marche du village de Ferrere (Argentera) (it) en Italie.

## Histoire du camp
Utilisé comme emplacement de bivouac dès les années 1890, le camp a été construit entre 1896 et 1910 et amélioré jusqu’à la Seconde Guerre mondiale.
L’ensemble est constitué de vingt-six petits bâtiments, dont une vingtaine quasiment identiques ayant des allures de chalets mais qui, compte tenu de la différence des matériaux utilisés, n’ont certainement pas été construits en même temps. On y a ajouté par la suite la recette supérieure d’un téléphérique ainsi qu’un poste de commandement doté d’un mess pour les officiers et d’un poste de télégraphie optique à l’étage.
Ces chalets servaient principalement de logement et pouvaient accueillir un bataillon de chasseurs alpins à quatre compagnies de 150 hommes qui vivaient en quasi-autarcie. Le camp était en effet équipé de cuisines, de magasins, de sanitaires et d’un four à pain. Le téléphérique, construit dans les années trente, qui reliait le hameau du Pra, permettait d’assurer le ravitaillement ou l’évacuation des blessés (La recette supérieure a été détruite en 2005 afin de permettre l’élargissement de la route à l’entrée du village). Des écuries permettaient enfin d'abriter les mulets.
Le camp était occupé en permanence, mais pendant l’hiver il n’y avait qu’un effectif réduit chargé d’assurer le gardiennage ; la circulation entre les chalets se faisait sous la neige dans des galeries en planche. Une esplanade située au sud de la position permettait également de dresser des tentes marabouts à la belle saison.
Bien que situé à proximité immédiate de l'avant-poste du Col-des-Fourches qui a été attaqué en juin 1940 et en septembre 1944, il ne semble pas que le camp lui-même ait été affecté par ces combats.

## État actuel
Aujourd’hui (2009), le camp des Fourches est dans un état d’abandon apparent. Les casernes sont toutes en ruine et ouvertes à tous vents, et ne font l’objet d’aucune mesure de sauvegarde de la part du parc national du Mercantour. L’ancien poste de commandement, qui n’a pas encore perdu sa toiture, est encore décoré de peintures murales qui se détériorent d’année en année. On peut voir  notamment des scènes de la vie des chasseurs alpins en haute montagne ainsi que d’autres inspirées de la Revue nègre avec Joséphine Baker et sa célèbre ceinture de bananes.
En 1988, le conseil général des Alpes-Maritimes avait décidé d’y aménager une auberge, un restaurant et un musée dans le cadre du projet « les Balcons du Mercantour » qui visait à la mise en place d’un nouvel itinéraire de randonnée entre la haute vallée de la Tinée, la Vésubie, la Roya et la Bévéra. En septembre 2015, fenêtres et portes de ce poste de commandement sont murées, et des panneaux de mise en garde interdisent l'accès et la visite des lieux pour éviter tout accident d'éboulement de ruine sur des promeneurs.
Des travaux de rénovation commencent en juin 2016. Ils doivent couvrir la réhabilitation de l'ensemble du lieu à moyen terme.

## Galerie

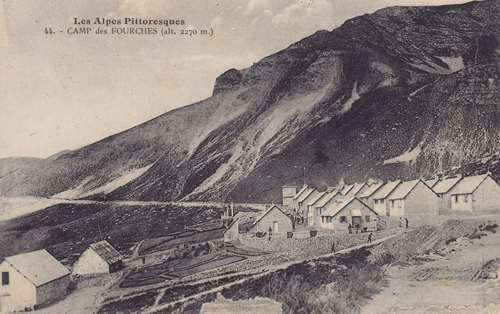
Carte postale du camp des Fourches.
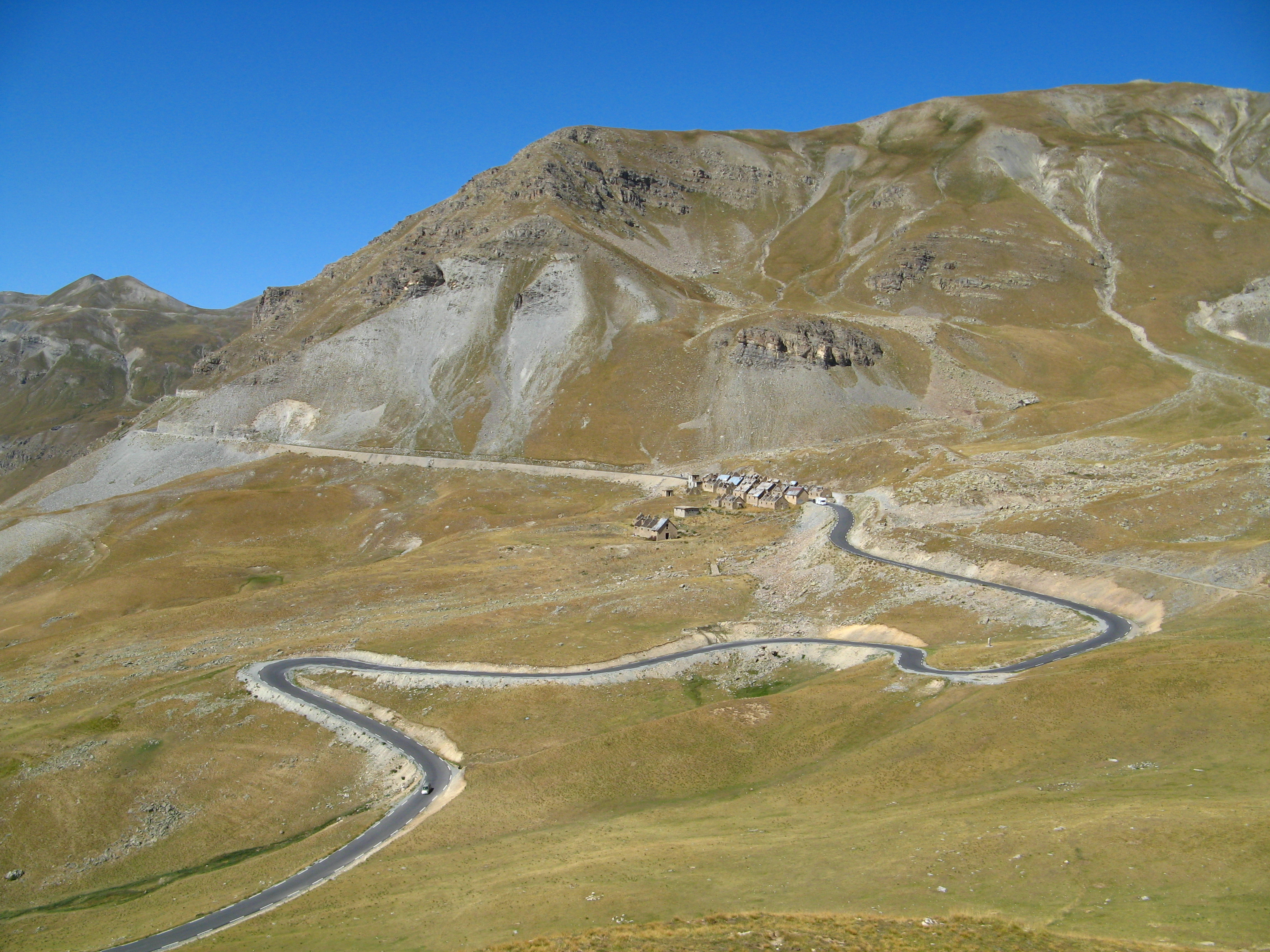
Vue générale du camp sur la route de la Bonette.
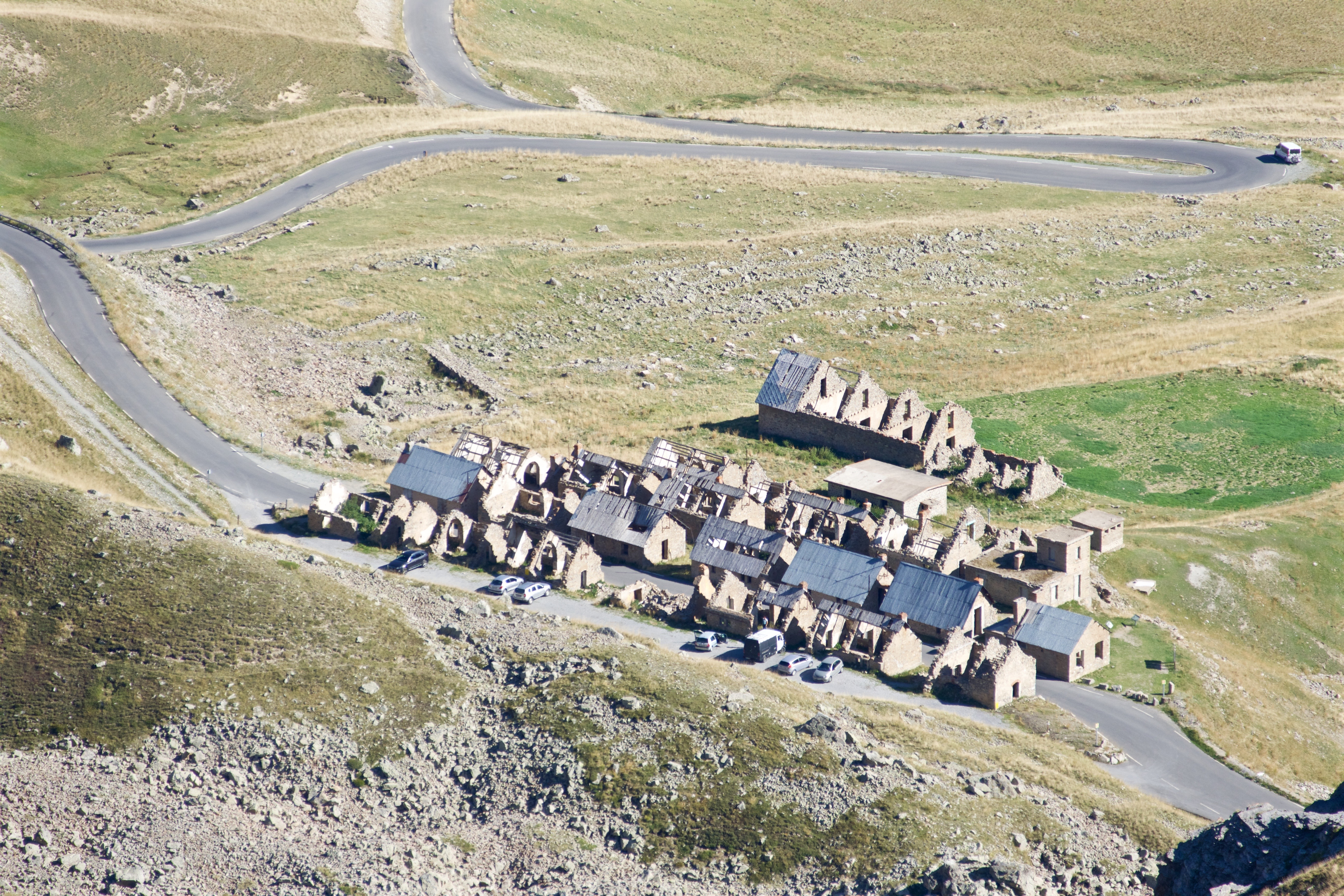
Vue depuis la cime de Pelousette (2 757 m).
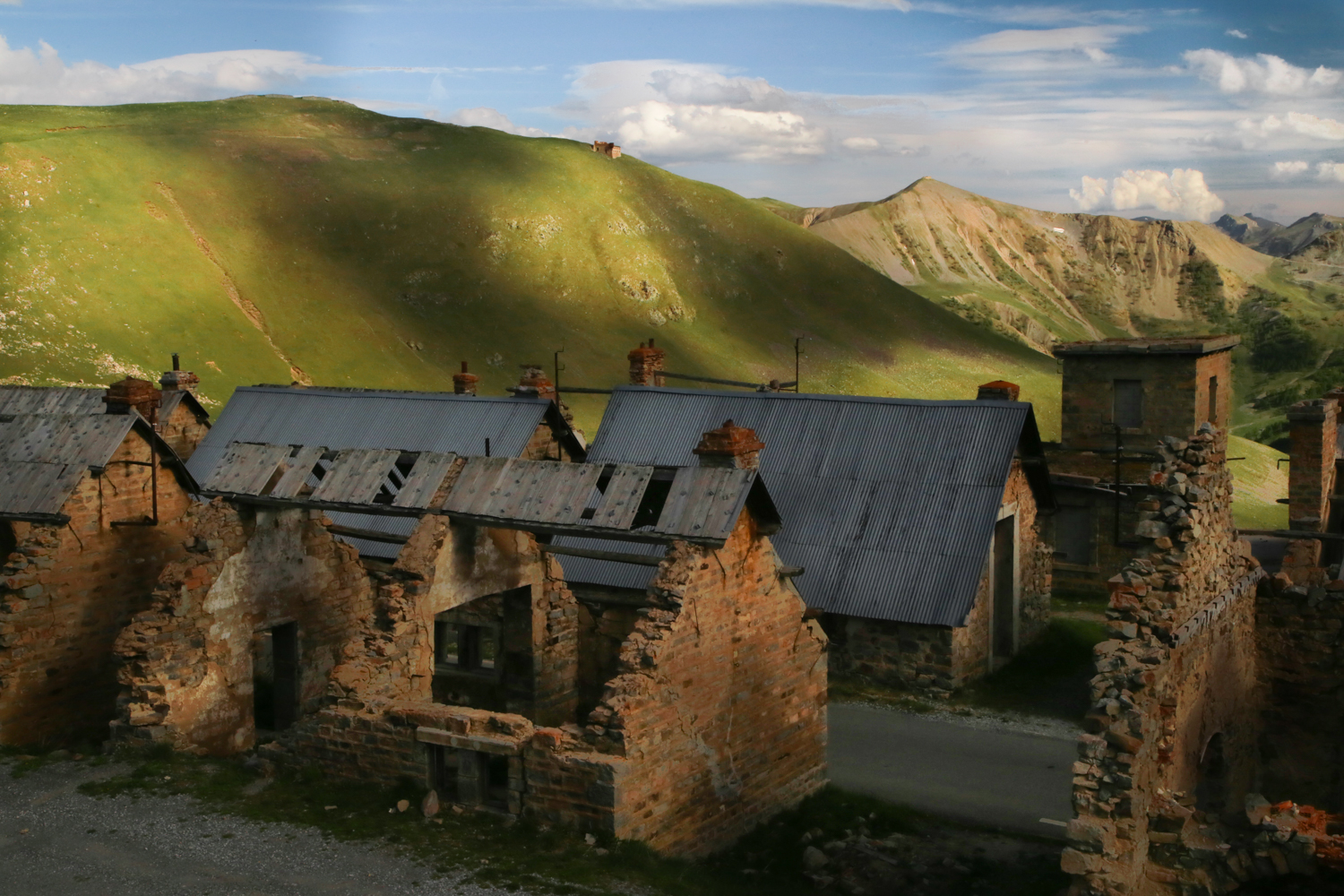
Vue du camp des Fourches.
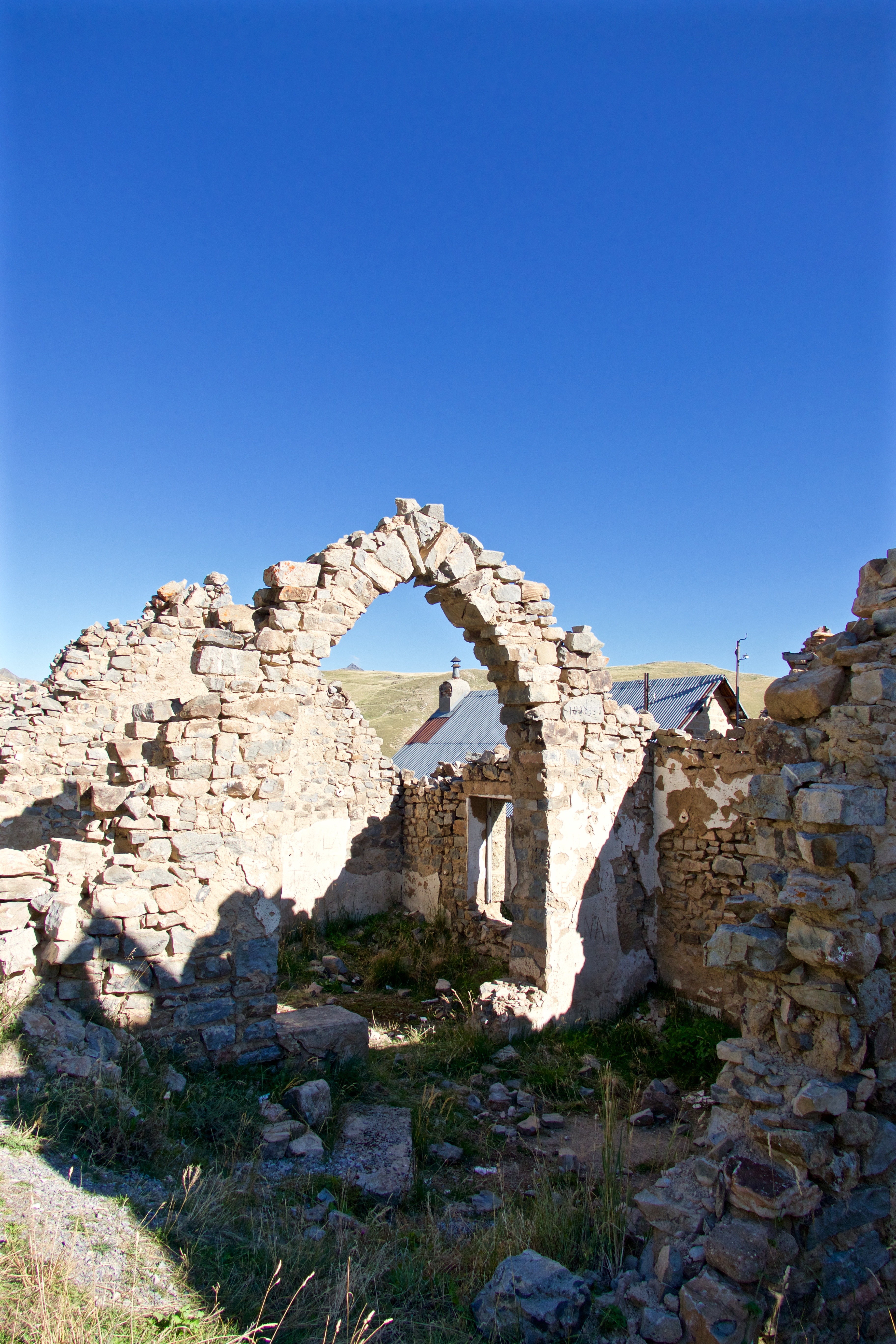
Voute brisée dont l'équilibre est incertain, d'où l'interdiction d'approcher des baraquements.
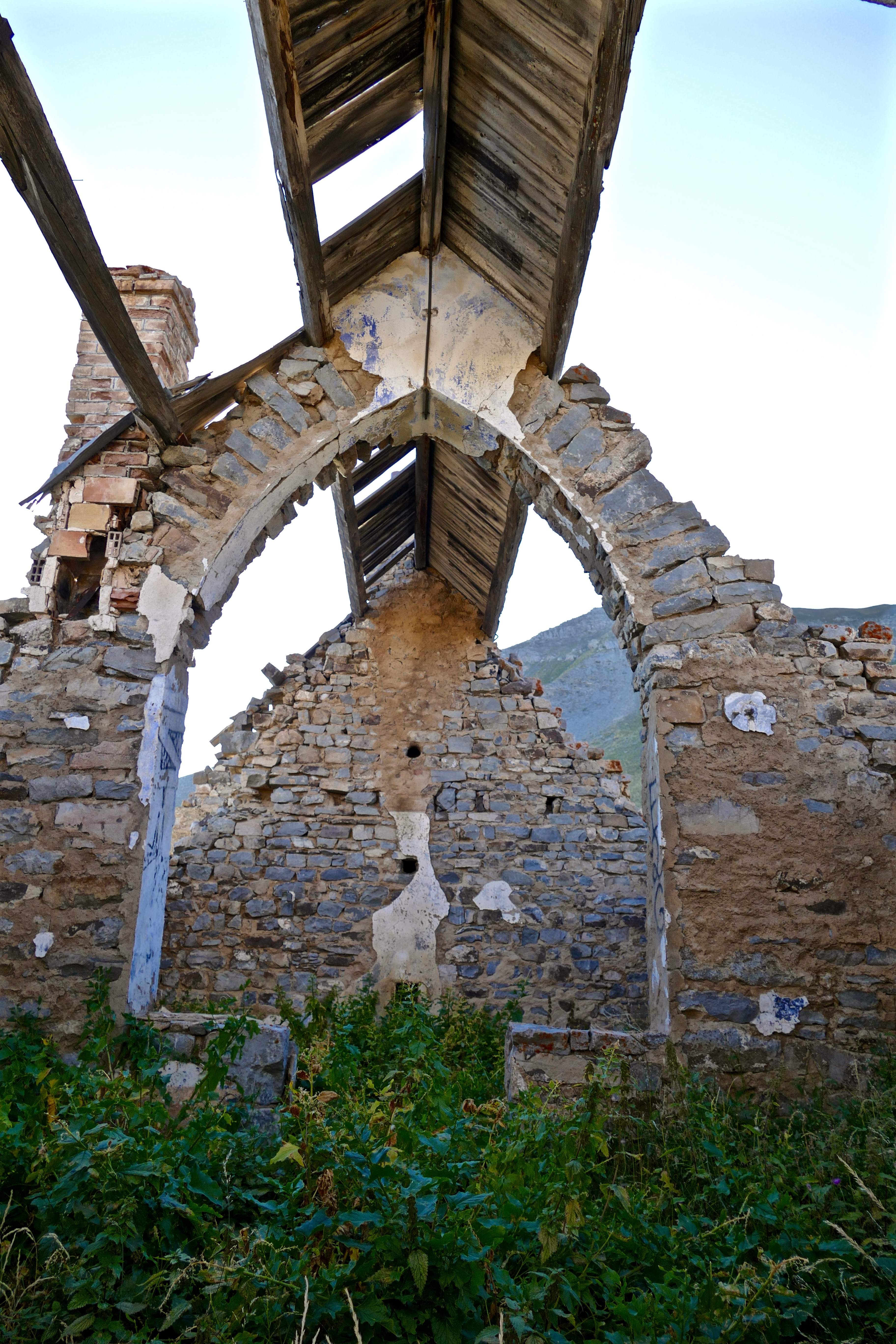
Vue de l'intérieur des ruines.
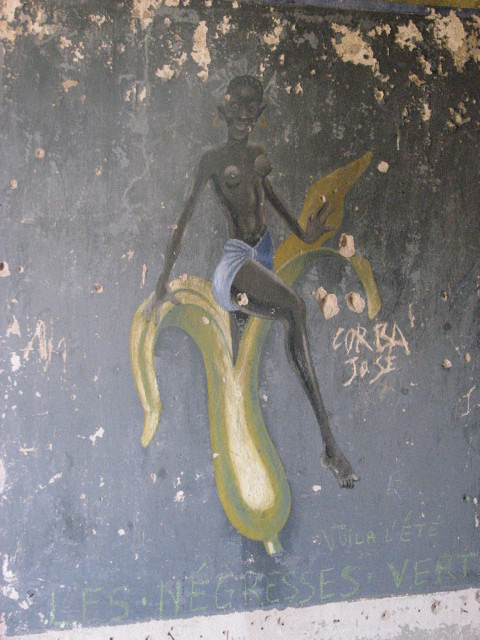
Peinture murale du camp des Fourches.